# Chilecito
Chilecito je město v Argentině v provincii La Rioja. Je hlavním městem stejnojmenného departementu. Ve městě v roce 2010 žilo 33 724 obyvatel.

## Historie
Město bylo založeno v roce 1715 španělskými kolonizátory.